# Ulesta nigroscutella
Ulesta nigroscutella är en stekelart som beskrevs av Tereshkin 1993. Ulesta nigroscutella ingår i släktet Ulesta och familjen brokparasitsteklar. Inga underarter finns listade i Catalogue of Life.